# Грамши (округ)
Округ Грамши (алб. Rrethi i Gramshit) — один из 36 округов Албании, расположенный на юго-востоке страны. Округ занимает территорию 695 км² и относится к области  Эльбасан. Административный центр — город Грамши.

## Географическое положение
Округ Грамши находится в горном районе на юго-востоке Албании. С юго-востока на северо-запад через округ протекает река Деволи. На выходе из долины на реке Деволи построена плотина со стороны округа Эльбасан, образуя искусственное озеро. На крайнем юго-западе находится горный массив Томори, являющийся самой высокой точкой округа (2417 м). Дорога, ведущая через долину Деволи в Корчу, в плохом состоянии, поэтому округ находится в стороне от проходящего транспорта. До многих деревень округа трудно добраться. Население живет почти исключительно натуральным хозяйством. Около ¾ населения — бекташи.

## Административное деление
Территориально округ разделён на город Грамши и 9 общин: Kodovjat, Kukur, Kushova, Lenias, Pishaj, Poroçan, Skënderbegas, Sult, Tunja.